# Omiostola
Omiostola là một chi bướm đêm thuộc phân họ Olethreutinae, họ Tortricidae Tortricidae.

## Các loài
- Omiostola adamantea Meyrick, 1922
- Omiostola alphitopa Meyrick, 1922
- Omiostola gerda (Busck, 1911)
- Omiostola hemeropis (Dognin, 1912)
- Omiostola macrotrachela Meyrick, 1922
- Omiostola melanaspis (Meyrick, 1927)
- Omiostola youngi Razowski, 1999